# Быково (Болгария)
Быково (болг. Биково) — село на юго-востоке Болгарии. Находится в Сливенской области, входит в общину Сливен. Население составляет 244 человек.

## Политическая ситуация
В местном кметстве Быково, в состав которого входит Быково, должность кмета (старосты) исполняет Антон Маринов Господинов (коалиция Народен съюз) по результатам выборов.
Кмет (мэр) общины Сливен — Стефан Николов Радев (ГЕРБ) по результатам выборов в правление общины.

## Руководители
- Стефан Борисов Василев (БСП)
- Антон Маринов Господинов (коалиция Народен съюз)